# Euville
Euville település Franciaországban, Meuse megyében. Lakosainak száma 1635 fő (2022. január 1.). Euville Boucq, Commercy, Geville, Laneuville-au-Rupt, Sorcy-Saint-Martin és Vignot községekkel határos.

## Népesség
A település népességének változása:
| Lakosok száma | 757  | 1423 | 1437 | 1649 | 1709 | 1681 | 1665 | 1651 | 1644 | 1635 |
|               | 1968 | 1982 | 1990 | 2006 | 2013 | 2015 | 2017 | 2019 | 2020 | 2022 |